# رامحة طويلة الأشواك
رامحة طويلة الأشواك (الاسم العلمي:Dovyalis longispina) هي نوع من النباتات تتبع جنس الرامحة من الفصيلة الصفصافية.